# Mohammed Badra
Mohammed Badra est un photojournaliste syrien né en 1990 à Douma en Syrie.
Il est lauréat du Prix Bayeux Calvados-Normandie des correspondants de guerre en 2016, et d’un World Press Photo Award en 2019, pour sa couverture de la guerre civile syrienne.

## Biographie
Mohammed Badra est né en 1990 à Douma dans la  Ghouta orientale, dans la banlieue de Damas.
Il étudie l’architecture à partir de 2009, à l’Université de Damas, mais en 2012, il est contraint d’abandonner ses études en troisième année à cause de la guerre civile qui déchire son pays.
Il devient sauveteur volontaire avec le Croissant-Rouge arabe syrien pour venir en aide aux victimes du régime syrien. Face à son inexpérience, ses camarades sauveteurs « lui suggèrent de se contenter de prendre des photos plutôt que d’essayer d’aider les blessés ».
Il commence alors à documenter la guerre et diffuse ses images sur les réseaux sociaux. « J’étais devenu une caméra, un robot, prenant des photos les unes après les autres. Photographie après photographie. Je me suis alors isolé de mes proches : c’est mieux d’être seul dans la guerre. C’est mieux d’être solitaire en enfer ».
Ses photos sont remarquées par les médias et sont diffusées par l’agence de presse Reuters. En octobre 2015, il rejoint l’équipe de l’European Pressphoto Agency (EPA),.
Sa couverture du conflit syrien lui vaut en 2016 la reconnaissance de la profession et de nombreuses récompenses internationales en photojournalisme,.
En avril 2018, il est contraint de quitter Douma pour d’Idlib, au Nord-Ouest de la Syrie, contrôlée par les forces d’opposition qui se battent contre Bachar el-Assad. Il s’exile à Istanbul en Turquie où il vit clandestinement pendant un an.
Devant les difficultés de survie en Turquie, il demande l’asile politique à la France, qu’il obtient en 2019.
Mohammed Badra vit depuis avril 2020 à Paris où il continue de travailler pour l’EPA.

## Exposition
- 2021 : Dix ans de guerre vus par seize photographes syriens, Bureau de la coordination des affaires humanitaires, Visa pour l’Image, Perpignan[6],[7]

## Prix et récompenses
- 2016 : UNICEF Photo of the year, 3e prix[8]
- 2016 : Prix du jeune reporter au Prix Bayeux Calvados-Normandie des correspondants de guerre pour « La Syrie, ceux qui restent »[9],[10]
- 2016 : TIME Wire Photographer of the Year[3]
- 2018 : Atlanta Contest Photojournalism, 2e prix, catégorie « News Pictures »[11]
- 2018 : Prix Marco Luchetta pour la photographie[12]
- 2018 : IPPAWRDS (iPhone Photo Awards), 1er prix, catégorie « News/Events »[13]
- 2019 : Nomination au World Press Photo of the Year[14]
- 2019 : World Press Photo Award, 2e prix, catégorie « Spot News, Stories » pour sa série « Syria, No Exit » sur les conséquences des bombardements à l’arme chimique sur la Ghouta orientale[15]